# 13e division d'infanterie (Corée du Nord)
Pour les articles homonymes, voir 13e division.
La 13e division d'infanterie de Corée du Nord est une division de l'armée populaire de Corée. Elle participa à la Guerre de Corée.